# Dzień zabawy
Dzień zabawy (ang. A Day's Pleasure) − amerykański film niemy z 1919 roku, w reżyserii Charliego Chaplina.

## Główne role
- Edna Purviance – matka
- Charlie Chaplin – ojciec
- Loyal Underwood – mężczyzna na ulicy
- Henry Bergman – kapitan
- Babe London – żona
- Tom Wilson – mąż
- Bob Kelly – chłopiec
- Marion Feducha – chłopiec